# Scars (canção de Papa Roach)
"Scars" é o segundo single do álbum Getting Away with Murder, da banda Papa Roach. Foi lançado em 2004 como single promocional, e 2005 foi lançado comercialmente, aonde chegou a posição #15 na Billboard Hot 100 e recebeu o disco de ouro da RIAA, se tornando o single mais bem sucedido da banda até o presente momento.
De acordo com Jacoby Shaddix, vocalista da banda:
| “ | É um hino do P-Roach. Tem coração. É simplesmente inegável. A canção decorre de uma boa noite em Las Vegas que se tornou ruim. Acabei no hospital com 11 pontos na minha cabeça, auto-mutilação. Foi realmente uma noite muito ruim. Trata-se de tentar ajudar alguém que realmente não quer que você ajude-o. | ” |

## Faixas
| N.º | Título                                          | Duração |  |
| 1.  | "Scars" (Versão do Álbum)                       | 3:29    |  |
| 2.  | "Scars" (Versão Acústica)                       | 3:11    |  |
| 3.  | "Getting Away with Murder" (NapsterLive Versão) | 3:24    |  |
| 4.  | "Scars" (Video)                                 | 3:31    |  |

## Desempenho nas paradas musicais
| Parada musical (2004/2005)               | Melhor posição |
| ---------------------------------------- | -------------- |
| Alemanha (Germany Top 100 Singles)       | 82             |
| Estados Unidos (Billboard Hot 100)       | 15             |
| Estados Unidos (Hot Adult Top 40 Tracks) | 31             |
| Estados Unidos (Mainstream Rock Tracks)  | 4              |
| Estados Unidos (Modern Rock Tracks)      | 2              |
| Estados Unidos (Pop 100)                 | 8              |

## Certificações
| Estados Unidos (RIAA)                     | Ouro | 6 de junho de 2005 | 500.000* |
| *número de vendas baseado na certificação |      |                    |          |